# گابور کوش
 گابور کُوِش (مجاری: Köves Gábor؛ زادهٔ ۷ ژانویهٔ ۱۹۷۰) یک تنیس‌باز اهل مجارستان است. 